# سیارک ۲۱۴۴۸۷
سیارک ۲۱۴۴۸۷ (به انگلیسی: 214487 Baranivka، نامگذاری:2005UP12)۲۱۴۴۸۷مین سیارک کشف شده‌است که در ۲۹ اکتبر ۲۰۰۵ کشف شد.